# Dortmund-Dorstfeld (stacja kolejowa)
Dortmund-Dorstfeld – stacja kolejowa w Dortmundzie, w kraju związkowym Nadrenia Północna-Westfalia, w Niemczech. Znajdują się tu 2 perony.